# دانييل كروولي
دانييل كروولي (بالإنجليزية: Daniel Crowley)‏ (3 أغسطس 1997 بكوفنتري في المملكة المتحدة - ) هو لاعب كرة قدم بريطاني في مركز الوسط. شارك مع منتخب إنجلترا تحت 16 سنة لكرة القدم ومنتخب جمهورية أيرلندا تحت 17 سنة لكرة القدم ومنتخب إنجلترا تحت 17 سنة لكرة القدم ومنتخب إنجلترا تحت 19 سنة لكرة القدم. أما مع النوادي، فقد لعب مع أكسفورد يونايتد وغو أهد إيغلز وفيلم تو تيلبورغ ونادي أرسنال ونادي بارنسلي.

## وصلات خارجية
- دانييل كروولي على موقع الاتحاد الأوربي (الإنجليزية)
- دانييل كروولي على موقع قاعدة بيانات كرة القدم.إي يو (الإنجليزية)
- دانييل كروولي على موقع Soccerbase.com (لاعب) (الإنجليزية)
- دانييل كروولي على موقع Soccerway.com (الإنجليزية)
- دانييل كروولي على موقع AS.com (الإسبانية)